# La Quina H5
La Quina H5 è il fossile di uno scheletro di un ominide della specie Homo neanderthalensis scoperto a La Quina in Francia nel 1909 da Henry Martin.

## Descrizione
Il cranio ben conservato, esposto al Museo dell'Uomo di Parigi, è stato attribuito ad un maschio adulto di Neanderthal